# Kelvington (circonscription saskatchewanaise)
Pour les articles homonymes, voir Kelvington.
Circonscription électorale provinciale du Canada
Kelvington est une ancienne circonscription électorale provinciale de la Saskatchewan au Canada. Elle est représentée à l'Assemblée législative de la Saskatchewan de 1934 à 1975.

## Liste des députés
| Parlement                                      | Années     | Député                          | Député                    | Parti         |
| Kelvington                                     | Kelvington | Kelvington                      | Kelvington                | Kelvington    |
| ---------------------------------------------- | ---------- | ------------------------------- | ------------------------- | ------------- |
| 8e                                             | 1934–1938  |                                 | George Ernest Dragan (en) | Libéral       |
| 9e                                             | 1938–1944  |                                 | Peter Anton Howe (en)     | CCF           |
| 10e                                            | 1944–1948  |                                 | Peter Anton Howe (en)     | CCF           |
| 11e                                            | 1948–1952  |                                 | Peter Anton Howe (en)     | CCF           |
| 12e                                            | 1952–1956  |                                 | Peter Anton Howe (en)     | CCF           |
| 13e                                            | 1956–1960  |                                 | Peter Anton Howe (en)     | CCF           |
| 14e                                            | 1960–1964  | Clifford Benjamin Peterson (en) |                           | CCF           |
| 15e                                            | 1964–1967  |                                 | Bryan Harvey Bjarnason    | Libéral       |
| 16e                                            | 1967–1968  |                                 | Bryan Harvey Bjarnason    | Libéral       |
| 16e                                            | 1969-1971  |                                 | Neil Erland Byers         | Néo-démocrate |
| 17e                                            | 1971–1975  |                                 | Neil Erland Byers         | Néo-démocrate |
| Circonscription abolie, voir Kelvington-Wadena |            |                                 |                           |               |